# 卢西亚诺·拉蒂尼奥
卢西亚诺·拉蒂尼奥(Luciano Ratinho)又名卢西亚诺·费雷拉·加布里埃尔（Luciano Ferreira Gabriel）一般称作卢西亚诺，1979年10月18日生于里貝郎普雷圖，巴西职业足球运动员，现效力于巴西球会沙佩科恩斯队。

## 荣誉

### 山东鲁能泰山
- 中国足球超级联赛冠军：2008